# خجندة
خجندة أو خجند (بالطاجيكية Хуҷанд) وتسمى خودشند (الروسية: Худжанд) أو لينين أباد سابقًا (بالطاجيكية: Ленинобод، بالروسية: Ленинабад) وهي عاصمة ولاية صغد في طاجيكستان وثاني أكبر مدينة في البلاد، وتقع على نهر سيحون عند خروجه من وادي فرغانة، وتبعد حوالي 150 كم عن طشقند، وهي مدينة هادئة يجري في وسطها نهر صغير وتعد من المدن الهامة في ما وراء النهر.
عند فتح قتيبة بن مسلم لبلاد ما وراء النهر استخدمها سكان فرغانة كخط دفاعيٍّ أول لهم، حيث بدؤوا مقاومة الإسلام منها، ولكنهم خسروا المعركة وتقدم المسلمون بسرعة وفتحوا الإقليم.
هي مركز لصناعة المنسوجات القطنية الحريرية، تقوم على موقع مدينة قديمة، وقعت في قبضة الإسكندر الأكبر (حوالي 329ق م). كان اسمها حتى 1936 خجند وعرفت باسم لنين أباد (1936-92) كما يتوقع أن أصل اسم هذه المدينة من لقب خوجة معناه المدرس أو السيد.

## التاريخ

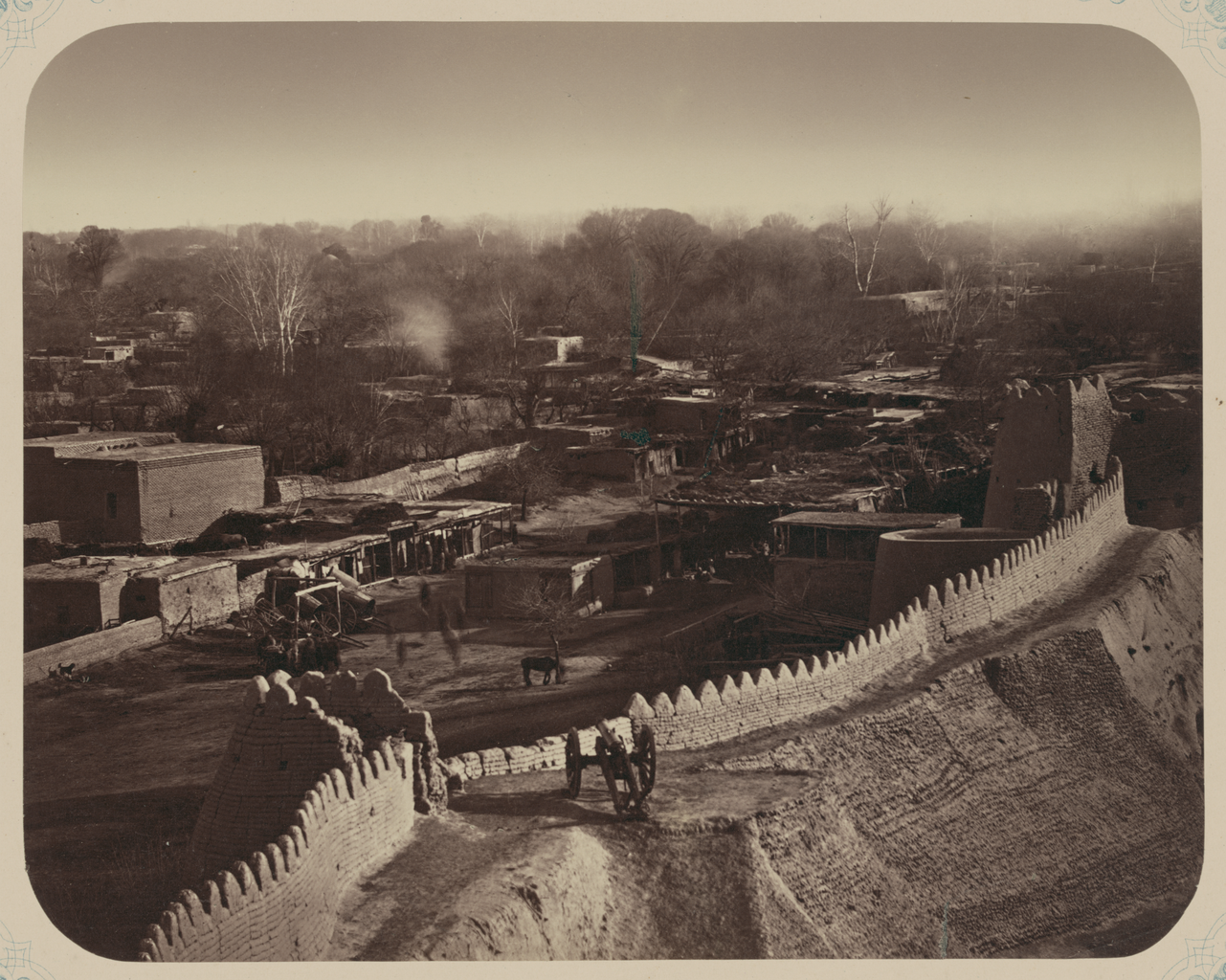
ساحة السوق في خوجاند في ستينيات القرن التاسع عشر

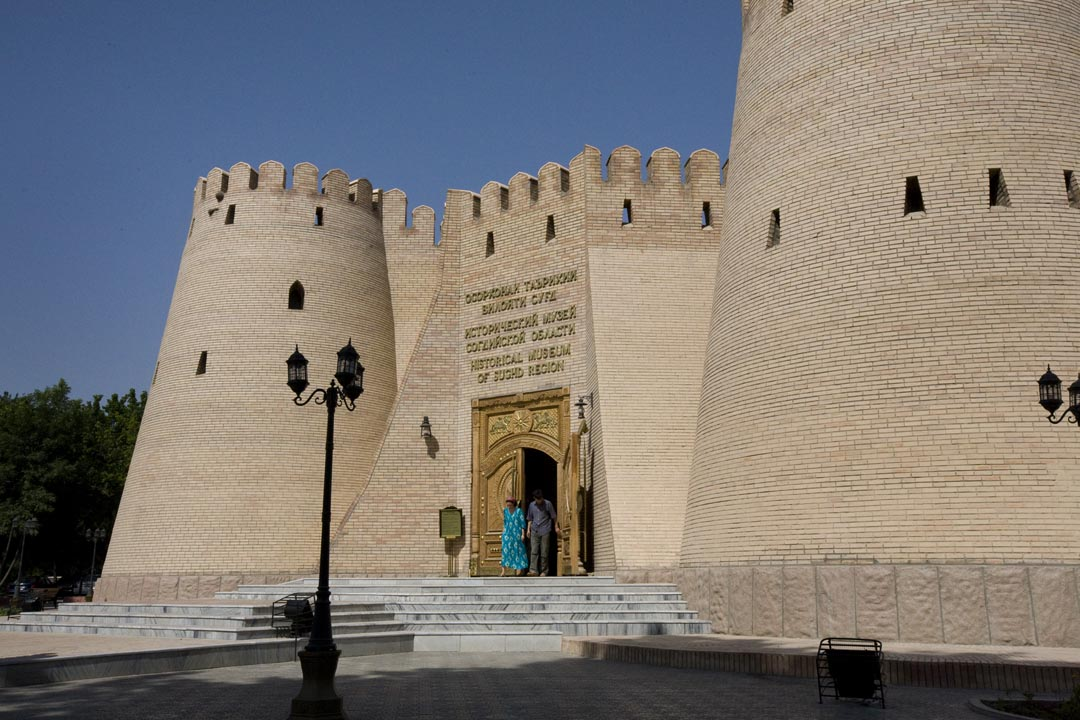
متحف صغد التاريخي

ربما كانت خوجاند هي موقع سيروبوليس (Κυρούπολις) "مدينة كورش" التي تأسست عندما أسس الملك كورش الكبير المدينة خلال حملته الأخيرة ضد قبيلة ساكا من ماساجيتاي قبل وفاته بفترة وجيزة. بنى الإسكندر الأكبر لاحقًا أقصى مستوطنة يونانية له بالقرب من سيروبوليس في عام 329 قبل الميلاد وأطلق عليها اسم الإسكندرية إيسخاتي (باليونانية : Ἀλεξάνδρεια Ἐσχάτη) أو "الإسكندرية الأبعد". ستشكل المدينة معقلًا للمستوطنين اليونانيين ضد القبائل السكيثية البدوية التي عاشت شمال نهر سير داريا، وفقًا للكاتب الروماني كورتيوس، احتفظت الإسكندرية ألتيما (الإسكندرية الأبعد) بثقافتها الهلنستية حتى عام 30 قبل الميلاد. أصبحت المدينة نقطة انطلاق رئيسية على طريق الحرير الشمالي.
وقد حافظت خوجاند على ضريح الشيخ مصلح الدين ومسجد جامع يامي، بالإضافة إلى قلعة خوجاند التي بنيت منذ أكثر من 2500 عام وخضعت لعدة مراحل من التدمير والتجديد، بالإضافة إلى بعض المعالم الأثرية من القرنين السادس عشر والسابع عشر.
ذكرت المدينة في كثير من كتب الجغرافيون العرب باسم خجندة.
قال الإدريسي في نزهة المشتاق في اختراق الآفاق
- «ومن شاوكث إلى خجندة مرحلة ومن خجندة إلى قرية كند مرحلة ومن كند إلى سوخ مرحلة ومن سوخ إلى باخسان مرحلة وهي ثمانية عشر ميلاً وأيضاً فإن من خجندة إلى باخسان خمسة عشر ميلاً وباخسان وسط بلاد فرغانة فالجملة ما بين سمرقند وباخسان مائة وستون ميلاً ومن باخسان إلى مدينة قبا المتقدم ذكرها مرحلة وهي مدينة من أجل البلاد مساكن وأكثرها نعماً وأوفرها خيراً وأوسعها مزارع وتقارب مدينة أخسيكث في القدر ولها قصبة وجامع حسن وربض في خارجها عليه سور يحيط به وبساتين كثيرة ومياه جارية عذبة ويقال إن كسرى أنوشروان بناها ونقل إليها من أهل كل بلد بيتاً وعمرها بهم وسماها أزهوخانه أي من أهل كل بيت ومن خجندة إلى قبا ثمانية وأربعون ميلاً وبين قبا وخجندة مدينة باخسان وبين باخسان وقبا ثلاثون ميلاً وبين باخسان وخجندة سبعة وعشرون ميلاً ومن قبا إلى أوش عشرة فراسخ وهي مدينة كبيرة وقد ذكرناها ومنها إلى أوزكند وهي آخر بلاد فرغانة مما يلي التبت وقد ذكرنا صفات هذه البلاد في الجزء الثامن من الإقليم الثالث على استقصاء كاف بعون الله تعالى. ثم نرجع فنقول إن مدينة بونجكث قاعدة أشروسنة ولها مدن منها فغكث وبينهما تسعة أميال وعلى طريق خجندة وهي مدينة صغيرة ذات أسواق ومتاجر وعمارات وزراعات ومدينة غزق صغيرة متحضرة بسوق عامرة وحصن قائم وبينهما وبين فغكث ستة أميال ومن غزث إلى خجندة ثمانية عشر ميلاً وفغكث وغزق كلاهما من أشروسنة وهما على طريق خجندة من بونجكث .»[12]

قال ياقوت الحموي في معجم البلدان
- «خُجَنْدَةُ: بضم أوله، وفتح ثانيه، ونون ثم دال مهملة، في الإقليم الرابع، طولها اثنتان وتسعون درجة ونصف، وعرضها سبع وثلاثون درجة وسدس:

وهي بلدة مشهورة بما وراء النهر على شاطئ سيحون، بينها وبين سمرقند عشرة أيام مشرقا، وهي مدينة نزهة ليس بذلك الصّقع أنزه منها ولا أحسن فواكه، وفي وسطها نهر جار، والجبل متصل بها، وأنشد ابن الفقيه لرجل من أهلها:
ولم أر بلدة بإزاء شرق، ... ولا غرب، بأنزه من خجنده
هي الغرّاء تعجب من رآها، ... وهي بالفارسية دل مزنده
وكان سلم بن زياد لما ورد خراسان ليزيد بن معاوية ابن أبي سفيان أنفذ جيشا وهو نازل بالصغد إلى خجندة وفيهم أعشى همدان فهزموا، فقال الأعشى:
ليت خيلي يوم الخجندة لم ته ... زم، وغودرت في المكرّ سليبا.»
قال الإصطخري في المسالك والممالك
- «خجندة متاخمة لفرغانة وقد جعلناها في جملة فرغانة وإن كانت مفردة في الأعمال عنها، وهي في غربي نهر الشاش، وطولها أكثر من عرضها، تمتد أكثر من فرسخ، كلها دور وبساتين، وليس في عملها مدينة غير كند، وهي بساتين ودور مفترشة، ولها قرى يسيرة ومدينة وقهندز، وهي مدينة نزهة فيها فواكه تفضل على فواكه سائر النواحي، وفي أهلها جمال ومروءة، وهو بلد يضيق عما يمونهم من الزروع فيجلب إليها من سائر النواحي من فرغانة وأشر وسنة أكثر من سنة ما يقيم أودهم، تنحدر السفن إليهم في نهر الشاش، وهو نهر يعظم من أنهار تجتمع إليه من حدود الترك والإسلام.»[14]

## الجغرافيا

### المناخ
تتمتع خوجاند بمناخ شبه جاف معتدل (تصنيف كوبن للمناخ BSk) مع شتاء بارد ومثلج وصيف حار وجاف. هطول الأمطار خفيف، ويسقط عادة في الشتاء والخريف.
| البيانات المناخية لـخجندة (1991–2020، درجات الحرارة القصوى من 1936 حتى) | البيانات المناخية لـخجندة (1991–2020، درجات الحرارة القصوى من 1936 حتى) | البيانات المناخية لـخجندة (1991–2020، درجات الحرارة القصوى من 1936 حتى) | البيانات المناخية لـخجندة (1991–2020، درجات الحرارة القصوى من 1936 حتى) | البيانات المناخية لـخجندة (1991–2020، درجات الحرارة القصوى من 1936 حتى) | البيانات المناخية لـخجندة (1991–2020، درجات الحرارة القصوى من 1936 حتى) | البيانات المناخية لـخجندة (1991–2020، درجات الحرارة القصوى من 1936 حتى) | البيانات المناخية لـخجندة (1991–2020، درجات الحرارة القصوى من 1936 حتى) | البيانات المناخية لـخجندة (1991–2020، درجات الحرارة القصوى من 1936 حتى) | البيانات المناخية لـخجندة (1991–2020، درجات الحرارة القصوى من 1936 حتى) | البيانات المناخية لـخجندة (1991–2020، درجات الحرارة القصوى من 1936 حتى) | البيانات المناخية لـخجندة (1991–2020، درجات الحرارة القصوى من 1936 حتى) | البيانات المناخية لـخجندة (1991–2020، درجات الحرارة القصوى من 1936 حتى) | البيانات المناخية لـخجندة (1991–2020، درجات الحرارة القصوى من 1936 حتى) |
| الشهر                                                                   | يناير                                                                   | فبراير                                                                  | مارس                                                                    | أبريل                                                                   | مايو                                                                    | يونيو                                                                   | يوليو                                                                   | أغسطس                                                                   | سبتمبر                                                                  | أكتوبر                                                                  | نوفمبر                                                                  | ديسمبر                                                                  | المعدل السنوي                                                           |
| ----------------------------------------------------------------------- | ----------------------------------------------------------------------- | ----------------------------------------------------------------------- | ----------------------------------------------------------------------- | ----------------------------------------------------------------------- | ----------------------------------------------------------------------- | ----------------------------------------------------------------------- | ----------------------------------------------------------------------- | ----------------------------------------------------------------------- | ----------------------------------------------------------------------- | ----------------------------------------------------------------------- | ----------------------------------------------------------------------- | ----------------------------------------------------------------------- | ----------------------------------------------------------------------- |
| الدرجة القصوى °م (°ف)                                                   | 16.6 (61.9)                                                             | 22.1 (71.8)                                                             | 28.8 (83.8)                                                             | 36.5 (97.7)                                                             | 39.9 (103.8)                                                            | 43.5 (110.3)                                                            | 45.9 (114.6)                                                            | 43.8 (110.8)                                                            | 39.8 (103.6)                                                            | 33.8 (92.8)                                                             | 25.0 (77.0)                                                             | 18.9 (66.0)                                                             | 45.9 (114.6)                                                            |
| متوسط درجة الحرارة الكبرى °م (°ف)                                       | 4.2 (39.6)                                                              | 7.2 (45.0)                                                              | 14.9 (58.8)                                                             | 22.3 (72.1)                                                             | 28.6 (83.5)                                                             | 34.2 (93.6)                                                             | 35.7 (96.3)                                                             | 34.1 (93.4)                                                             | 28.8 (83.8)                                                             | 21.0 (69.8)                                                             | 12.3 (54.1)                                                             | 5.9 (42.6)                                                              | 20.8 (69.4)                                                             |
| المتوسط اليومي °م (°ف)                                                  | 0.9 (33.6)                                                              | 3.3 (37.9)                                                              | 9.7 (49.5)                                                              | 16.1 (61.0)                                                             | 21.9 (71.4)                                                             | 26.9 (80.4)                                                             | 28.6 (83.5)                                                             | 26.8 (80.2)                                                             | 21.4 (70.5)                                                             | 14.4 (57.9)                                                             | 7.5 (45.5)                                                              | 2.5 (36.5)                                                              | 15.0 (59.0)                                                             |
| متوسط درجة الحرارة الصغرى °م (°ف)                                       | −1.6 (29.1)                                                             | −0.3 (31.5)                                                             | 5.5 (41.9)                                                              | 10.7 (51.3)                                                             | 16.2 (61.2)                                                             | 20.4 (68.7)                                                             | 21.9 (71.4)                                                             | 20.1 (68.2)                                                             | 14.9 (58.8)                                                             | 9.1 (48.4)                                                              | 3.8 (38.8)                                                              | −0.1 (31.8)                                                             | 10.1 (50.1)                                                             |
| أدنى درجة حرارة °م (°ف)                                                 | −22.8 (−9.0)                                                            | −22.2 (−8.0)                                                            | −13.6 (7.5)                                                             | −3.9 (25.0)                                                             | 0.8 (33.4)                                                              | 8.7 (47.7)                                                              | 10.5 (50.9)                                                             | 7.0 (44.6)                                                              | −1.1 (30.0)                                                             | −6.8 (19.8)                                                             | −18.8 (−1.8)                                                            | −20.0 (−4.0)                                                            | −22.8 (−9.0)                                                            |
| الهطول مم (إنش)                                                         | 15 (0.6)                                                                | 21 (0.8)                                                                | 26 (1.0)                                                                | 27 (1.1)                                                                | 23 (0.9)                                                                | 6 (0.2)                                                                 | 2 (0.1)                                                                 | 2 (0.1)                                                                 | 3 (0.1)                                                                 | 10 (0.4)                                                                | 21 (0.8)                                                                | 17 (0.7)                                                                | 173 (6.8)                                                               |
| متوسط أيام هطول الأمطار                                                 | 11.4                                                                    | 11.0                                                                    | 12.7                                                                    | 12.6                                                                    | 12.0                                                                    | 6.3                                                                     | 4.1                                                                     | 2.6                                                                     | 3.2                                                                     | 6.8                                                                     | 7.4                                                                     | 10.4                                                                    | 100.5                                                                   |
| متوسط الرطوبة النسبية (%)                                               | 77.8                                                                    | 75.4                                                                    | 64.0                                                                    | 56.3                                                                    | 48.7                                                                    | 34.8                                                                    | 33.8                                                                    | 38.4                                                                    | 43.3                                                                    | 55.4                                                                    | 75.2                                                                    | 76.4                                                                    | 56.6                                                                    |
| ساعات سطوع الشمس الشهرية                                                | 126                                                                     | 131                                                                     | 168                                                                     | 211                                                                     | 297                                                                     | 358                                                                     | 382                                                                     | 363                                                                     | 300                                                                     | 225                                                                     | 160                                                                     | 106                                                                     | 2٬827                                                                   |
| المصدر #1: Pogoda.ru.net, NOAA (sun 1961–1990)                          |                                                                         |                                                                         |                                                                         |                                                                         |                                                                         |                                                                         |                                                                         |                                                                         |                                                                         |                                                                         |                                                                         |                                                                         |                                                                         |
| المصدر #2: climatebase.ru (precipitation days, humidity)                |                                                                         |                                                                         |                                                                         |                                                                         |                                                                         |                                                                         |                                                                         |                                                                         |                                                                         |                                                                         |                                                                         |                                                                         |                                                                         |

## السكان
يسكن مدينة خوجاند بشكل رئيسي الطاجيك، وحسب نتائج تعداد السكان الذي أجري في عام 2010، كان الطاجيك - 84٪، الأوزبك - 14٪، الروس - 0.4٪، وآخرون - 1.6٪. والإسلام السني هو الدين الذي يمارس بشكل رئيسي في المدينة. يبلغ عدد سكان المدينة 181.600 نسمة (تقرير وكالة الإحصاء 2019). يبلغ عدد سكان تجمع خوجاند 931.900 نسمة (2019).
يبلغ عدد سكانها 160000 نسمة حصب إحصائيات عام 1989.

## توأمة
لخجندة اتفاقيات توأمة مع كل من:
- شيمكنت
- بخارى
- سمرقند
- أورينبورغ
- نيسابور
- تبريز
- لنكن

## أعلام
- بيفل بتروف
- كمال الخجندي
- هنري ويبر
- أبو محمود الخجندي
- أندرياس فولف
- رحمان نبييف